# OSC Vellmar
Der OSC Vellmar (vollständiger Name: Obervellmarer Sportclub Vellmar e. V.) hat seinen Sitz in der  nordhessischen Stadt Vellmar. Er ist eingetragener Verein (e. V.).
Die Mitglieder des Vereins sind in folgenden Sparten aktiv:
- Budo
- Fußball
- Gewichtheben
- Handball
- Inlinehockey
- Cheerleader
- Tanzen
- Tischtennis
- Taekwondo
- Turnen
- Wintersport

Aushängeschild des Vereins ist die erste Herren-Fußballmannschaft, die von 2000 bis 2007 in der Oberliga Hessen spielte. 2007 stieg sie in die Landesliga Nord ab, schaffte im darauffolgenden Jahr jedoch den direkten Wiederaufstieg in die Hessenliga, in welcher sie seitdem auch spielt.
Außerdem sorgte die C-Jugend in der Saison 2009/10 für Aufsehen. Damals schaffte die Jugendmannschaft, mit dem späteren Bundesligaspieler Marc Stendera, den Aufstieg in die neugegründete C-Junioren-Regionalliga.

## Geschichte
Der Verein ist hervorgegangen aus dem TuS Obervellmar, der 1933 durch die Zwangsvereinigung von Turnverein und Arbeitersportverein entstanden ist. Der Verein wurde 1976 in Obervellmarer Sportclub Vellmar e. V., kurz OSC Vellmar umbenannt.
Das Wappen des Vereins hat das Stadtwappen als Grundlage, jedoch in den Vereinsfarben weiß-blau (statt weiß-rot), mit dem Schriftzug „OSC Vellmar“ in der Mitte. Der von Blau und Weiß quadrierte Schild ist belegt mit einem blauweißen Ring in verwechselten Farben.
2009/10 schaffte die C-Junioren-Mannschaft den Aufstieg in die damals neugegründete C-Junioren-Regionalliga. Als Vizemeister der Hessenliga Nord 2009/10 spielte man in der Relegation gegen die gleichaltrige Mannschaft von Kickers Offenbach. Nach einem 3:3 im Hinspiel in Offenbach, stand es auch im Rückspiel 3:3, ehe sich erst im Elfmeterschießen die Mannschaft des OSC durchsetzen konnte. Damit stand fest, dass der OSC Vellmar im kommenden Jahr in der neuen höchsten deutschen Spielklasse für U15-Mannschaften antreten durfte.
Die Aufstiegs-Mannschaft (Jahrgang 1995/96) galt in diesem Jahr als beste ganz Nordhessens und wurde bisher nie wieder übertrumpft. So landeten mit Marc Stendera (Eintracht Frankfurt), Marvin Friedrich (FC Schalke 04), Niklas Künzel (FC Augsburg) und Niklas Schmidt (SV Werder Bremen) gleich mehrere Spieler in den folgenden Jahren bei Profi-Vereinen.

## Platzierungen
| Saison    | Liga                | Platz | Tore  | Punkte |
| --------- | ------------------- | ----- | ----- | ------ |
| 1999/2000 | Verbandsliga Hessen | n. b. | xx:xx | n. b.  |
| 2000/01   | Hessenliga          | 09.   | 61:64 | 48     |
| 2001/02   | Hessenliga          | 13.   | 56:64 | 39     |
| 2002/03   | Hessenliga          | 15.   | 33:59 | 34     |
| 2003/04   | Verbandsliga Hessen | n. b. | xx:xx | n. b.  |
| 2004/05   | Hessenliga          | 15.   | 48:69 | 38     |
| 2005/06   | Hessenliga          | 07.   | 57:56 | 49     |
| 2006/07   | Hessenliga          | 17.   | 30:59 | 30     |
| 2007/08   | Verbandsliga Hessen | 01.   | 84:33 | 75     |
| 2008/09   | Hessenliga          | 09.   | 53:58 | 51     |
| 2009/10   | Hessenliga          | 15.   | 55:76 | 40     |
| 2010/11   | Hessenliga          | 06.   | 76:65 | 53     |
| 2011/12   | Hessenliga          | 07.   | 60:63 | 51     |
| 2012/13   | Hessenliga          | 11.   | 70:60 | 49     |
| 2013/14   | Hessenliga          | 02.   | 79:57 | 64     |
| 2014/15   | Hessenliga          | 11.   | 50:60 | 39     |
| 2015/16   | Hessenliga          | 14.   | 54:69 | 35     |
| 2016/17   | Hessenliga          | 10.   | 49:70 | 41     |
| 2017/18   | Hessenliga          | 16.   | 41:95 | 23     |
| 2018/19   | Verbandsliga Hessen | n. b. | xx:xx | n. b.  |

## Bekannte Personen
Bekannte Spieler
- Derek Arndt (2002–2003)
- Ralph Kistner (2000–2003; auch Trainer beim OSC)
- Carsten Lakies (2004–2007)
- Marc Stendera (2007–2010)
- Marvin Friedrich (2008–2010)
- Mike Feigenspan (—2013)

Trainer
- Mario Deppe (seit 2007; auch Spieler beim OSC)
- Ralph Kistner (2003–2007; auch Spieler beim OSC)
- Bernd Sturm (1996–2003)